# هيو شيرر
هيو شيرر (بالإنجليزية: Hugh Lawson Shearer) هو نقابي وسياسي جامايكي، ولد في 18 مايو 1923 في أبرشية تريلاوني في جامايكا، وتوفي في 5 يوليو 2004 في كينغستون في جامايكا. حزبياً، نشط في حزب العمال الجامايكي.

## مناصب
- انتخب وزير الخارجية والتجارة الخارجية (1967 – 1972).
- انتخب رئيس وزراء جامايكا [الإنجليزية]‏ (11 أبريل 1967 – 2 مارس 1972).
- انتخب حزب العمال الجامايكي (1967 – 1 نوفمبر 1974).
- انتخب وزير الخارجية والتجارة الخارجية (1 نوفمبر 1980 – 10 فبراير 1989).

## روابط خارجية
- هيو شيرر على موقع مونزينجر (الألمانية)